# Acanthogyrus papilo
Acanthogyrus papilo är en hakmaskart som beskrevs av Troncy och Vassiliades 1974. Acanthogyrus papilo ingår i släktet Acanthogyrus och familjen Quadrigyridae. Inga underarter finns listade i Catalogue of Life.